# Bobby Wilson (baloncestista)
Robert E. "Bobby" Wilson (Indianapolis, Indiana; 15 de enero de 1951) es un exjugador de baloncesto estadounidense que disputó cuatro temporadas en la NBA, además de jugar en la AABA, la CBA, la liga italiana y la liga francesa. Con 1,88 metros de estatura, jugaba en la posición de base.

## Trayectoria deportiva

### Universidad
Tras pasar dos años en los Junior College de Pasadena y Northeastern, jugó durante dos temporadas con los Shockers de la Universidad Estatal de Wichita, en las que promedió 18,8 puntos y 4,1 rebotes por partido. En 1974 fue incluido en el mejor quinteto de la Missouri Valley Conference.

### Profesional
Fue elegido en la quincuagésimo segunda posición del Draft de la NBA de 1974 por Chicago Bulls, y también por los Indiana Pacers en la novena ronda del Draft de la ABA, fichando por los primeros. Allí jugó dos temporadas como suplente de Norm Van Lier, promediando en la segunda de ellas 7,5 puntos y 1,6 rebotes por partido.
Tras ser despedido, y con la temporada 1976-77 ya comenzada, fichó como agente libre por los Boston Celtics, actuando como tercer base del equipo, promedió 2,0 puntos por partido. Al año siguiente fichó por Indiana Pacers, pero solo llegó a disputar 12 partidos.
En 1978 ficha por los Kentucky Stallions de la efímera AABA, donde se convierte en el máximo anotador de la competición, promediando 26,6 puntos por partido. Posteriormente jugaría en la CBA dos temporadas, para años más tarde iniciar una breve experiencia internacional, fichando por el Fortitudo Bologna italiano, donde solo jugó 4 partidos en los que promedió 25,3 puntos, y después por el Grenoble BC de la liga francesa, donde pondría fin a su carrera.

## Estadísticas de su carrera en la NBA

### Temporada regular
| Temporada | Edad | Equipo         | Liga | P   | TIT | MIN  | TC  | TCA | %TC  | 3P | 3PA | %3P | TL  | TLA | %TL  | R.OF. | R.DEF. | REB | ASIS | ROB | TAP | PER | FP  | PTS |
| 1974-75   | 24   | Chicago Bulls  | NBA  | 48  |     | 8.9  | 2.4 | 4.7 | .511 |    |     |     | 1.0 | 1.2 | .793 | 0.4   | 0.7    | 1.1 | 0.8  | 0.5 | 0.0 |     | 1.1 | 5.8 |
| 1975-76   | 25   | Chicago Bulls  | NBA  | 58  |     | 14.8 | 3.4 | 8.4 | .403 |    |     |     | 0.7 | 1.0 | .741 | 0.6   | 1.1    | 1.6 | 0.9  | 0.4 | 0.0 |     | 1.7 | 7.5 |
| 1976-77   | 26   | Boston Celtics | NBA  | 25  |     | 5.2  | 0.8 | 2.4 | .322 |    |     |     | 0.4 | 0.5 | .846 | 0.1   | 0.2    | 0.4 | 0.6  | 0.1 | 0.0 |     | 0.8 | 2.0 |
| 1977-78   | 27   | Indiana Pacers | NBA  | 12  |     | 7.2  | 1.2 | 3.0 | .389 |    |     |     | 0.2 | 0.3 | .667 | 0.5   | 0.5    | 1.0 | 0.7  | 0.2 | 0.1 | 0.5 | 1.3 | 2.5 |
| Total     |      |                | NBA  | 143 |     | 10.5 | 2.4 | 5.7 | .426 |    |     |     | 0.7 | 0.9 | .773 | 0.4   | 0.8    | 1.2 | 0.8  | 0.4 | 0.0 | 0.5 | 1.3 | 5.5 |

### Playoffs
| Temp.   | Edad | Equipo        | Liga | P  | MIN | TCA | TC | 3PA | 3P | TLA | TL | R.OF. | REB | ASIS | ROB | TAP | PER | FP | PTS | %TC  | %3P | %FT  | MIN | PTS | REB | AST |
| 1974-75 | 24   | Chicago Bulls | NBA  | 10 | 93  | 17  | 41 |     |    | 10  | 12 | 2     | 11  | 4    | 4   | 0   |     | 10 | 44  | .415 |     | .833 | 9.3 | 4.4 | 1.1 | 0.4 |
| Total   |      |               | NBA  | 10 | 93  | 17  | 41 |     |    | 10  | 12 | 2     | 11  | 4    | 4   | 0   |     | 10 | 44  | .415 |     | .833 | 9.3 | 4.4 | 1.1 | 0.4 |